# Памятник в Москве в память 1812 года (проект)
Памятник в Москве в память 1812 года — высочайше утверждённый, но не реализованный проект главного монумента Отечественной войны 1812 года в Москве.
В конкурсе участвовало несколько архитекторов, но предпочтение было отдано проекту тайного советника, почётного члена Императорской академии художеств — Алексея Николаевича Оленина.

## История
Император Александр I своим рескриптом от 14 ноября 1812 года повелел главнокомандующему в Москве генералу от инфантерии графу Фёдору Васильевичу Ростопчину создать главный монумент в воспоминание событий Отечественной войны 1812 года. Место установки было определено в Московском Кремле на Сенатской площади.
Предполагалось создать памятник из трофейных французских пушек, находившихся в Московском Кремле. Проект был утверждён императором, и на памятнике должна была быть надпись: «Богиня Победы воздвигла эту колонну». Архитектурный проект памятника был исполнен в Германии, и под ним имелась надпись на старонемецком диалекте: «Переполненный гордости безумной поспешности, ринулся он в недра России и даже в её древнюю столицу, где конечно, нашёл случай издеваться и похваляться. Пословица гласит, —  что конец венчает дело». Эту древнюю пословицу сказал император Александр I в своём рескрипте о мужестве русского народа. В проекте положена глубокая мысль, по которой все приобретённые действия и храбрость россиян, а также позорное бегство Великой армии за Неман и оставленные ей орудия (число которых к концу 1812 года составляло 875 штук), были сложены по качеству и сортам в общую группу и представляла собой внушительную величину, олицетворяло победу русской армии и ополчения.

## Описание памятника
Согласно сохранившейся гравюре того времени, проект памятника предполагал, на четырёхугольном гранитном цоколе 8,5 метров и высотой в 2 метра, по углам сидят бронзовые одноглавые орлы, держа в клюве железные цепи, обозначающие французские легионы, прикованные цепями, которые являются сторожами колонны и возвещают всему свету, что безрассудный поход имел свой конец. Поверх цоколя положены два других круглых цоколя, в уменьшенном диаметре размере одного цоколя против другого, диаметром 5,2 метра. Над ним в вертикальном положении покоятся восемь ярусов орудий, отбитых у Великой армии в различных сражениях, высотою 25,6 метра. В каждом ярусе изнутри колонны выставлены по два орудия на лафетах в противоположном друг от друга направлении, в горизонтальном положении по одному ряду орудий. Орудия поставлены наклонно, замковою частью в основание, так что внизу составляли базис, а горло орудий кверху и так составляют восемь поясов, один над другим. Каждый пояс отделялся один от другого кольцом из русского мрамора. Более тяжёлые пушки располагались в нижней части колонны, а более лёгкие — в верхней, в результате чего получалась соразмерность колонны. Мортиры и гаубицы наложены над венком из орудий, покрытых также доской мрамора, выступающей внушительной величины. На доске двуглавый российский орёл, восседающий на позолоченном шаре, держит в своём клюве кусающую змею, обвивающую его хвост кольцом, что обозначало признак вечности и продолжительности предзнаменований.
Колонна удивляла своей соразмерностью и пропорциональностью, а также простотой стиля.
Пушки, которые планировалось использовать для памятника, в настоящее время выставлены на всеобщее обозрение в Московском Кремле.

### Отказ от установки памятника
17 декабря 1812 года генерал-майор Пётр Андреевич Кикин направил государственному секретарю Александру Семёновичу Шишкову письмо, в котором высказал убеждение, что памятником победе над Наполеоном I должен стать храм во имя Христа Спасителя, и 25 декабря 1813 года император поручил Ф. В. Ростопчину найти подходящее место для строительства храма Христа Спасителя.
Сам император не утратил интереса к проекту и просил в письме к генерал-адъютанту Александру Дмитриевичу Балашову дать указание Ф. В. Ростопчину подыскать место для памятника из пушек, который отписал, что лучшее место для данного памятника у Тверских ворот напротив бульвара — это самое высокое место и памятник будет виден со всех сторон города и даже за городом. Таким образом, памятник планировалось установить на месте, где позднее был возведён памятник А. С. Пушкину.